# Manasse (stam)

Stamgebieden in het Bijbelse Israël

De Stam van Manasse was een van de twaalf stammen van Israël in de Hebreeuwse Bijbel. De stamvader was Manasse, zoon van Jozef, broer van Efraïm en kleinzoon van Jakob.
De stam was sterk verbonden met de stammen van Efraïm, waarvan de stamvader ook afstamde van Jozef, en Benjamin, waarvan de stamvader de enige volle broer van Jozef was. Tijdens de Exodus kampeerde de stam aan de westzijde van de tabernakel. Na de verovering van Kanaän door de Israëlieten wees Jozua de stam gebied toe dat zich zowel ten westen als ten oosten van de Jordaan (Gilead) uitstrekte. De stam was een van de grootste en machtigste stammen van Israël en telde zeer veel mensen. Veel van Israëls Richteren behoorden tot deze stam. Toen Israël na de dood van Salomo uiteenviel in twee koninkrijken sloot de stam van Manasse zich aan bij het noordrijk Israël. Toen Israël in 722 v.Chr. door de Assyriërs onder de voet werd gelopen, werd de stam samen met de andere stammen van het noordrijk gedeporteerd. Vandaag de dag leeft er in India een joodse gemeenschap, die beweert af te stammen van de stam Manasse. Zij hebben, mits ze het joodse geloof aanhangen, het recht om zich in Israël te vestigen.